# Leptoneta spinipalpus
Leptoneta spinipalpus là một loài nhện trong họ Leptonetidae.
Loài này thuộc chi Leptoneta. Leptoneta spinipalpus được miêu tả năm 2004 bởi Kim, Lee & Namkung.